# دانی پیو
دانی پیو (انگلیسی: Danny Pugh؛ زادهٔ ۱۹ اکتبر ۱۹۸۲) یک بازیکن فوتبال اهل بریتانیا است.